# Beukeneenstaart
De beukeneenstaart (Drepana cultraria) is een nachtvlinder uit de familie Drepanidae (eenstaartjes). De spanwijdte van de vlinder bedraagt tussen de 20 en 28 millimeter. De beukeneenstaart komt in Centraal- en Zuid-Europa vrij algemeen voor in bosrijk gebied.
Waardplanten van deze vlinder komen zoals de naam doet vermoeden uit het geslacht Fagus. De vlinder overwintert als pop in een samengesponnen blad.
De vliegtijd is van mei tot en juni en een tweede generatie in juli en augustus. De mannetjes vliegen overdag, op zoek naar een vrouwtje. Ze komen dan vooral bij de wat hogere takken.